# المدرسة المهنية الفنية
إن المدرسة المهنية الفنية، ويطلق عليها غالبًا المدرسة المهنية، هي مدرسة ثانوية في الولايات المتحدة وكندا أنشئت لتقديم التدريب المهني والفني لـ الطلاب. وتصبح تلك المهارات عالية القيمة بالنسبة للطلاب الذي يدخلون المجال المهني أو الفني دون الحصول أولاً على تعليم عالٍ. ويقول المؤيدون أن هؤلاء الطلاب الذين سيلتحقون بالجامعة سيتمكنون من استخدام تلك المهارات في تحقيق ميزات تعليمية بارزة يتفوقون بها على الطلاب الآخرين في دفعتهم.
أضف إلى ذلك أن المدارس المهنية الفنية تقدم غالبًا تدريبات للكبار من المجتمعات المجاورة. ويتم تقديم تلك التدريبات مقابل مال، وقد تتنوع تلك التدريبات بين دورة تدريبية واحدة إلى برنامج كامل يضم عشر دورات تدريبية أو أكثر.
إن المدارس المهنية الفنية هي مدارس مرخصة أو مسجلة أو معتمدة مثلها مثل أي مدرسة ثانوية أخرى.

## الأنواع
تعمل بعض المدارس المهنية الفنية بنظام الدوام الكلي رغم أن تلك المدارس أقل شيوعًا. ولا تقدم تلك المدارس التدريب المهني والفني فقط، بل تقدم أيضًا المواد الأكاديمية التقليدية التي كان سيحصل عليها الطلاب بصورة نموذجية أثناء مرحلة التعليم الثانوي، ويقدم كل ذلك داخل مدرسة واحدة أو مبنى واحد. وتقدم تلك المدارس الفصول التعليمية الأكاديمية للطلاب غالبًا في نصف اليوم الدراسي، بينما يخصص نصف اليوم الدراسي الآخر للفصول الدراسية المهنية والفنية.
تعمل معظم المدارس المهنية الفنية بنظام الدوام الجزئي. وهذا يعني أن تلك المدارس تقدم فقط التدريب المهني والفني، بينما يحصل الطلاب على الجزء الأكاديمي من نظامهم التعليمي من المدرسة الأصلية. وغالبًا ما يقضي الطلاب الملتحقون بتلك المدارس نصف العام الدراسي في المدرسة الأصلية لدراسة المواد الأكاديمية بينما يقضون النصف الآخر من العام الدراسي في المدرسة المهنية الفنية للتدريب، أو بدلاً من ذلك يمكنهم الذهاب إلى المدرسة الأصلية في الصباح وإلى المدرسة المهنية الفنية بعد الغداء.

## البرامج المهنية والفنية
تضم البرامج الشائع تدريسها في المدارس المهنية الفنية:
- الزراعية: علم الحيوان وعلم نباتات الزينة وعلم الغذاء والبستنة وتنسيق الحدائق
- التجارية: المحاسبة والتمويل والإعلان وخدمات إدارة الأعمال والتجارة وإدارة الفنادق والتسويق وإدارة المكاتب وإدارة البيع القطاعي
- الحوسبة: الشبكات الحاسوبية والبرمجة وإصلاح الحاسوب وتقنية المعلومات وعلوم الحاسوب
- الإنشائية: صيانة المنشآت وبناء الخزانات والنجارة والإنشاء الكهربائي والتدفئة والتهوية وتكييف الهواء وصناعة البناء وأنابيب المياه وتقنية الإنشاء
- الإبداع: فن الدعاية وتصميم الأزياء وفن الجرافيك والإعلام وفنون الإعلام الجديد
- الطبخ: فن الطبخ وإعداد الطعام وفن الحلويات
- الرعاية الصحية: قطاع الرعاية الصحية وفن التجميل والعلوم الطبية والتمريض
- الخدمات الإنسانية: رعاية الأطفال والعدالة الجنائية والتعليم في مرحلة الطفولة المبكرة وخدمات الطوارئ والوقاية من الحريق
- الميكانيكا: إصلاح صدمات السيارات وتقنية السيارات وتقنية الديزل والتشغيل الآلي واللحام
- الفنية: الطيران والتصميم بمساعدة الكمبيوتر وتقنية الإلكترونيات والهندسة التطبيقية واللوجيستيات